# فیرچایلد ۲۲
فیرچایلد ۲۲ (انگلیسی: Fairchild 22) یک هواگرد‌ ساخت شرکت فیرچایلد ایرکرفت‌ در ایالات متحده آمریکا‌ بود.